# Национальная парламентская библиотека Грузии
Национальная парламентская библиотека Грузии имени Ильи Чавчавадзе (груз. სსიპ ილია ჭავჭავაძის სახელობის საქართველოს ეროვნული ბიბლიოთეკა) — ведущее государственное культурно-образовательное и научно-информационное учреждение Грузии. Библиотеке присвоено имя грузинского поэта Ильи Чавчавадзе (2000).
Расположена в трёх корпусах в центре Тбилиси на улице Ладо Гудиашвили — в здании бывшего грузинского Дворянского земельного банка, здании тифлисского отделения бывшего Волго-Камского банка и здании конторы бывшего Государственного банка; четвёртый корпус расположен в Сабуртало на улице Сулхана Цинцадзе. В 2012 году библиотеке был передано здание музея подпольной Авлабарской типографии (улица Каспи, 7).

## История
Доступная для всех слоёв населения библиотека была основана в 1846 году, когда на базе Управления генерал-губернатора была учреждена Тифлисская публичная библиотека.
В 1848 году в фонды новосозданной библиотеки поступило книжное собрание «Частной ассоциированной библиотеки», созданной по инициативе видного общественного деятеля Дмитрия Кипиани. В 1852 году библиотеке было предоставлено право на получение двух бесплатных копий всех публикаций, напечатанных на Кавказе.
К 1859 году фонд Тифлисской публичной библиотеки состоял из 13260 экземпляров изданий на 19 языках. По мере роста книжного собрания, здание Управления генерал-губернатора больше не могло удовлетворять требованиям и в 1851 году для библиотеки было построено новое здание.
В 1868 году Тифлисская публичная библиотека и Музей Кавказа были объединены, и в 1913 году библиотека была преобразована в Научную библиотеку Кавказского музея.
В 1914 году библиотека была закрыта по причине строительства нового здания для музея Кавказа, а книжное собрание было упаковано в ящики и хранилось в подвалах десять лет. В настоящее время Национальная парламентская библиотека Грузии занимает здание бывшего Банка дворянства, построенного в 1913—1916 годах архитектором Анатолием Кальгиным (1875—1943) и художником Генриком Гриневским. Интерьеры были оформлены резчиком Ильёй Мамацашвили.
30 мая 1923 года на базе Тифлисской публичной библиотеки и Парламентской библиотеки была создана Государственная публичная библиотека Грузии. В 1937 году библиотека получила книжные фонды библиотеки Общества по распространению грамотности среди грузин (действовало с 1880 по 1927 год), что сделало её наиболее богатым собранием национальных печатных материалов. В 1957 году библиотека присоединилась к международной книгообменной сети. В 1989 году библиотека приобрела первый персональный компьютер, а в 1990 году созданы цифровые каталоги.
С 1955 по 1990 год библиотека действовала как Государственная республиканская библиотека, а в 1990 году получила название Национальная библиотека Грузии. С 1991 года библиотека является членом Международной федерации библиотечных ассоциаций и учреждений (IFLA).
25 декабря 1996 года библиотека перешла под административный контроль парламента Грузии и получила название Национальная парламентская библиотека Грузии. В 2000 году ей присвоено имя в честь грузинского литературного и общественного деятеля Ильи Чавчавадзе.
В 2015 году видеоролик охранника по имени Омар Церетели, играющего в здании библиотеки на рояле произведение «Giorni Dispari» композитора Людовико Эйнауди, привлекло международное внимание.
В 2017 году на базе библиотеки открылся крупнейший на Кавказе Музей книги.

## Польская библиотека
В ноябре 2018 года в здании Национальной парламентской библиотеки была открыта Польская Библиотека. Открытие состоялось в 80 годовщину смерти Генрика Гриневского, который был расстрелян советами во время польской операции. Собрания находятся в главном здании в Зале Искусства и Литературы им. Генрика Гриневского.

## Директора
- Адольф Берже (1857—1867)
- Густав Радде (1868—1903)
- Гехтман, Георгий Николаевич (1923—1930)
- Сандро Эули (1931—1936)
- Сандро Эули-Куридзе (1944—1962)
- Акакий Дзидзигури (1984—1991)
- Нодар Цулейскири[вд] (1991—1992)
- Акакий Дзидзигури (1992—1997)
- Александр Картозия (1997—1998)
- Леван Бердзенишвили (1998—2004)
- Георгий Кекелидзе (2012—2024)
- Константин Гамсахурдия (с 2024)